# Loopy De Loop
Loopy Le Beau (do original Loopy De Loop) é uma série de desenho animado produzida pela Hanna-Barbera para o cinema. Apareceu pela primeira vez em 1959.
Loopy é um lobo cavalheiro que fala com sotaque francês. Tenta limpar o nome dos lobos, se apresentando como o "lobo bom", mas apesar de suas intenções e boas ações, sempre acaba por ser perseguido.

## Episódios
| Ep. | Título original                | Título |
| --- | ------------------------------ | ------ |
| 1   | "Wolf Hounded"                 |        |
| 2   | "Little Bo Bopped"             |        |
| 3   | "Tale of a Wolf"               |        |
| 4   | "Life with Loopy"              |        |
| 5   | "Creepy Time Pal"              |        |
| 6   | "Snoopy Loopy"                 |        |
| 7   | "The Do-Good Wolf"             |        |
| 8   | "Here Kiddie, Kiddie"          |        |
| 9   | "No Biz Like Shoe Biz"         |        |
| 10  | "Count Down Clown"             |        |
| 11  | "Happy Go Loopy"               |        |
| 12  | "Two Faced Wolf"               |        |
| 13  | "This Is My Ducky Day"         |        |
| 14  | "Fee Fie Foes"                 |        |
| 15  | "Zoo Is Company"               |        |
| 16  | "Child Sock-Cology"            |        |
| 17  | "Catch Meow"                   |        |
| 18  | "Kooky Loopy"                  |        |
| 19  | "Loopy's Hare-do"              |        |
| 20  | "Bungle Uncle"                 |        |
| 21  | "Beef For and After"           |        |
| 22  | "Swash Buckled"                |        |
| 23  | "Common Scents"                |        |
| 24  | "Bearly Able"                  |        |
| 25  | "Slippery Slippers"            |        |
| 26  | "Chicken Fraca-See"            |        |
| 27  | "Rancid Ransom"                |        |
| 28  | "Bunnies Abundant"             |        |
| 29  | "Just a Wolf at Heart"         |        |
| 30  | "Chicken Hearted Wolf"         |        |
| 31  | "Whatcha Watchin"              |        |
| 32  | "A Fallible Fable"             |        |
| 33  | "Sheep Stealers Annoymous"     |        |
| 34  | "Wolf in Sheep Dog's Clothing" |        |
| 35  | "Not In Nottingham"            |        |
| 36  | ""Drum-Sticked""               |        |
| 37  | "Bear Up!"                     |        |
| 38  | "Crook Who Cried Wolf"         |        |
| 39  | "Habit Rabbit"                 |        |
| 40  | "Raggedy Rug"                  |        |
| 41  | "Elephantastic"                |        |
| 42  | "Bear Hug"                     |        |
| 43  | "Trouble Bruin"                |        |
| 44  | "Bear Knuckles"                |        |
| 45  | "Habit Troubles"               |        |
| 46  | "Horse Shoo"                   |        |
| 47  | "Pork Chop Phooey"             |        |
| 48  | "Crow's Fete"                  |        |
| 49  | "Big Mouse Take"               |        |

## Dubladores

### NosEstados Unidos
- Loopy Le Beau: Daws Butler

### No Brasil
- Loopy Le Beau: Older Cazarré e Waldir Guedes